# 桐梓林站 (成都市)
桐梓林站位于中华人民共和国四川省成都市武侯区人民南路四段，二环路人南立交外侧，是成都地铁1号线的地铁车站，于2010年9月27日启用。因老地名“桐梓林”而得名。

## 车站结构

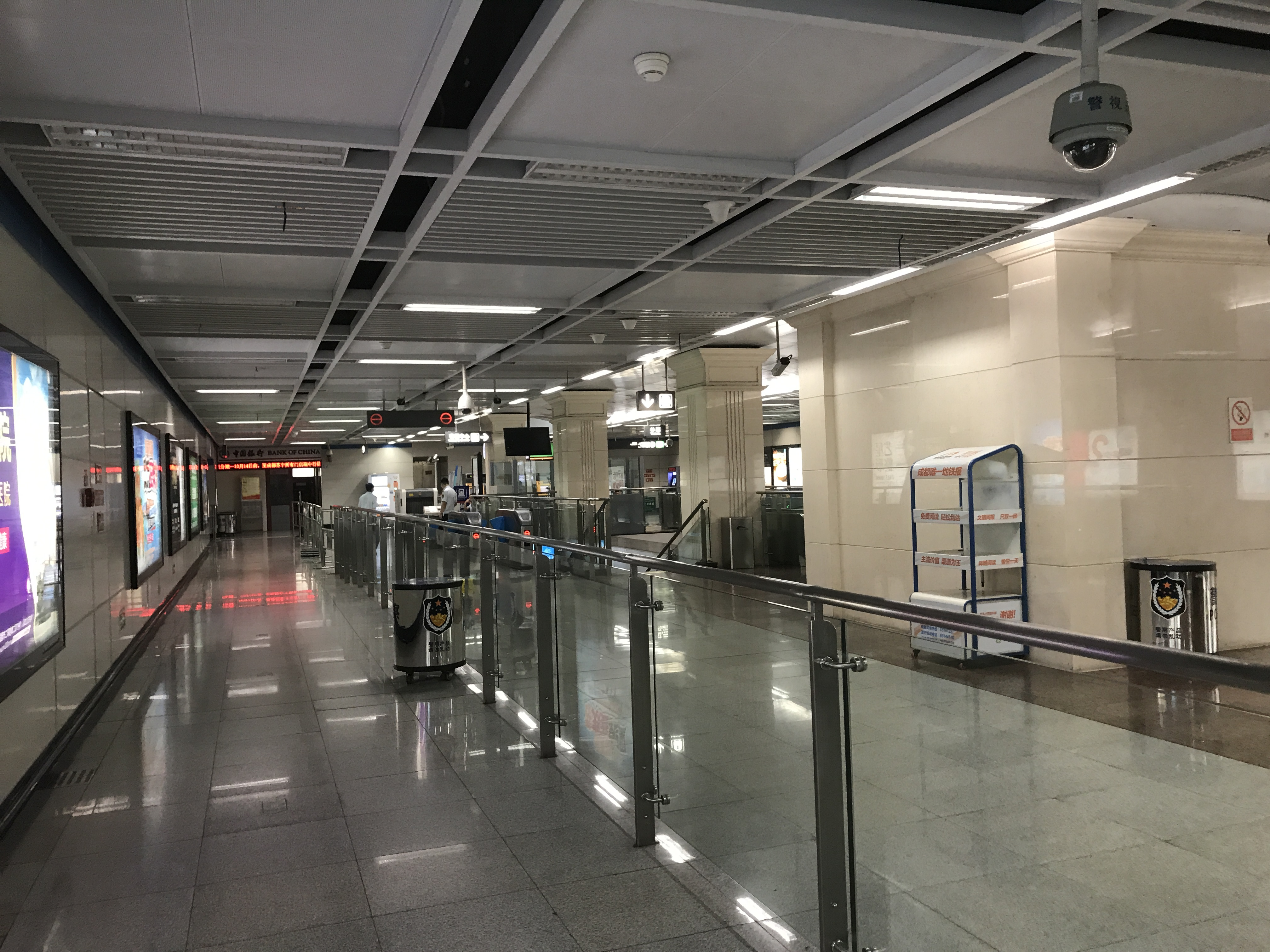
站厅层
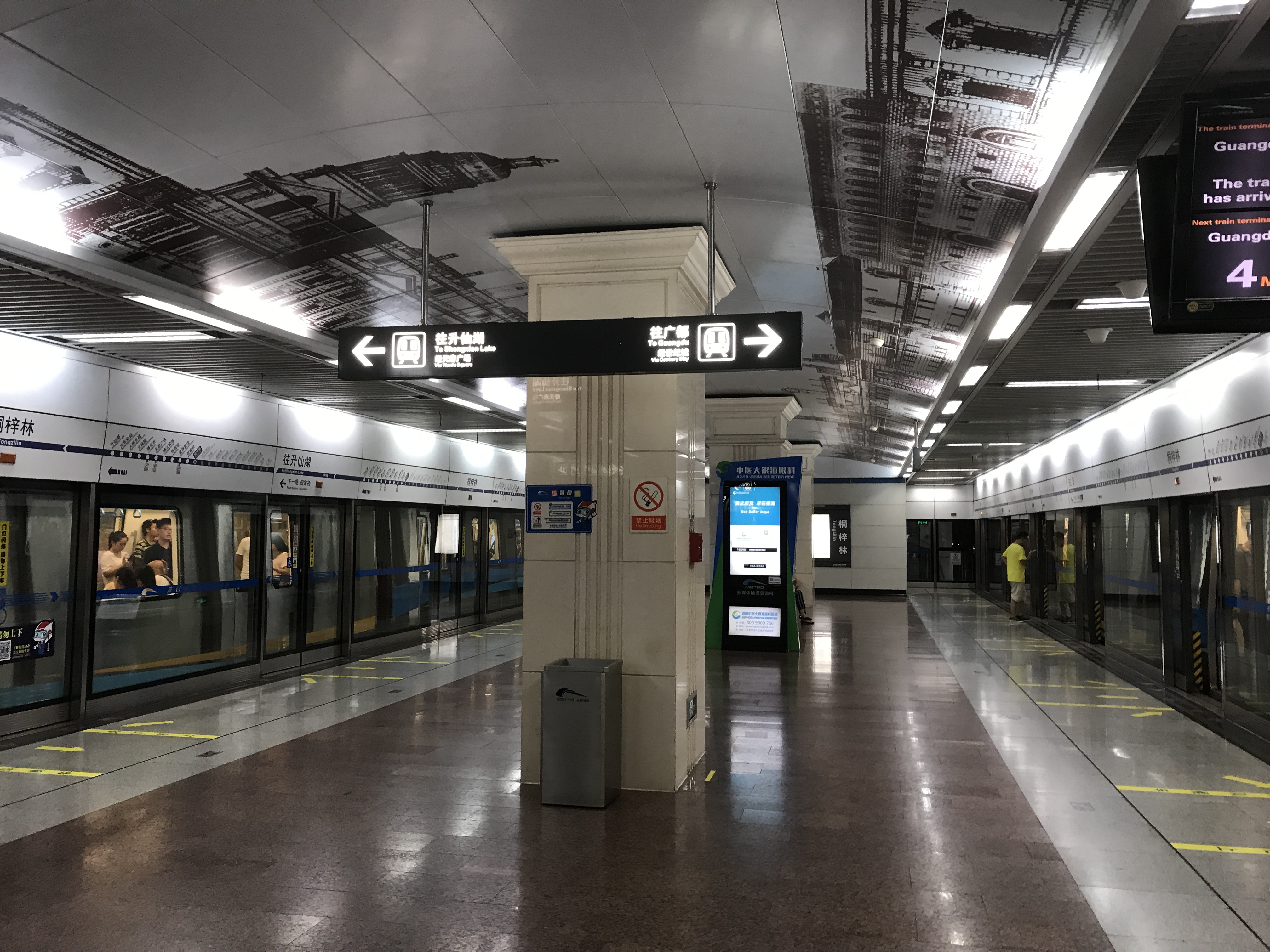
站台层
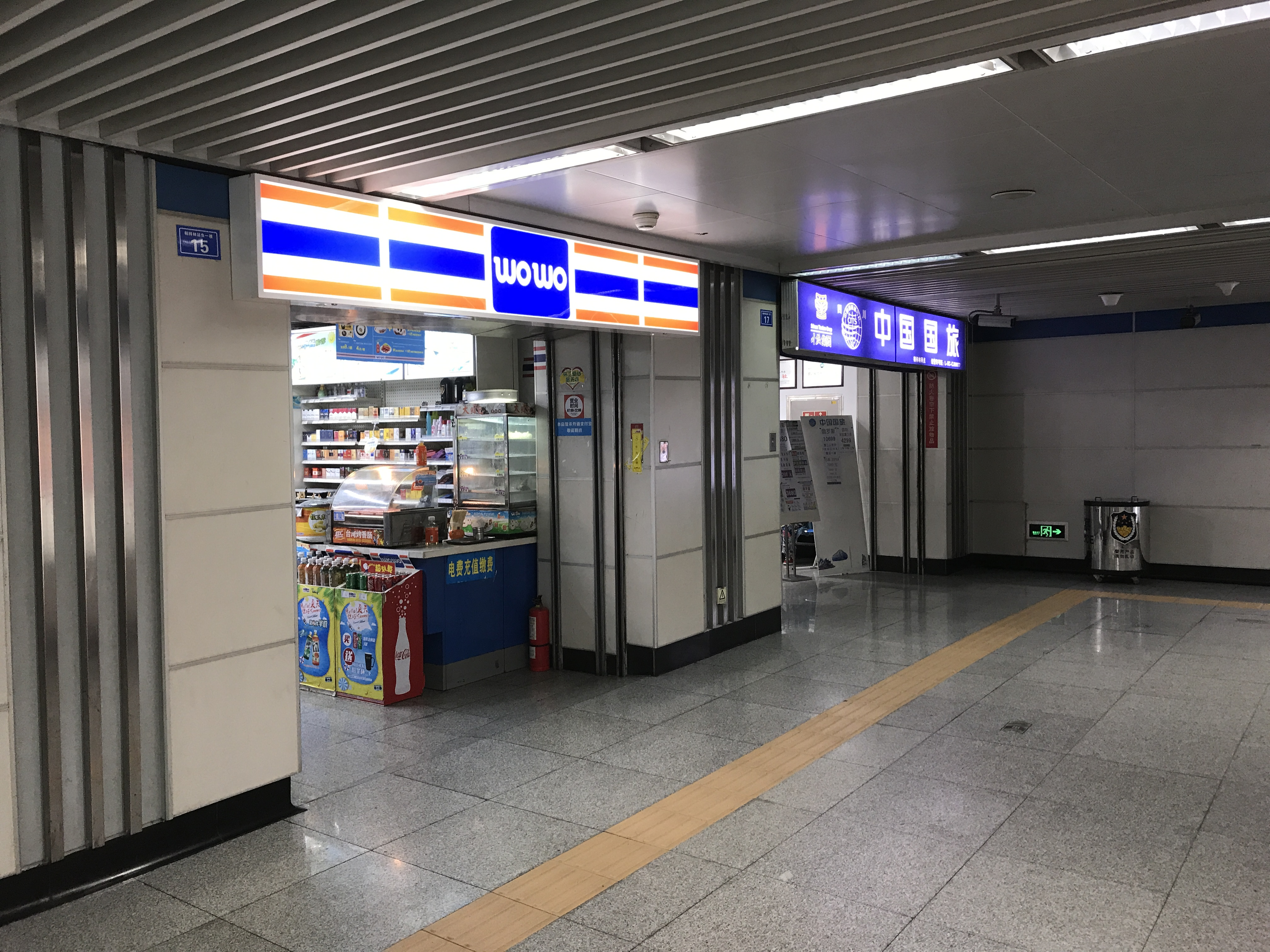
站内商店

桐梓林站是一个岛式月台车站。
| 地面              | 0    | 出口 |
| 地下一层          | 站厅 | 自助购票 客服中心 无障碍卫生间                                                                                  |
| 地下二层          | 站台 | \| \| \| 1号线往韦家碾（倪家桥） \| \| 島式 · 開左邊车门 \| \| \| \| \| \| 1号线往科学城或五根松（火车南站） \| |
|                   |      | 1号线往韦家碾（倪家桥）                                                                                         |
| 島式 · 開左邊车门 |      | |
|                   |      | 1号线往科学城或五根松（火车南站）                                                                               |

- 站厅层
- 站台层
- 站内商店

## 内装与公共艺术
因为桐梓林是成都外籍人士最集中的片区，所以本站的装修以体现异域元素的欧式风格为主。

## 出入口
本站目前开放2个出入口，从站厅到地面没有无障碍设施，卫生间位于C出口，但出入口目前封闭。
|          |                                                  |      |  |
| 编号     | 指示                                             | 照片 |  |
|          | 人民南路四段、桐梓林北路、桐梓林中路、桐梓林东路 |      |  |
| 出口 · D | 人民南路四段、二环路人南立交、航空路、新希望路   |      |  |

## 公交换乘
16路; 99路; 118路; 501路; 504路; 809路等

## 历史
- 2006年8月26日，正式开工建设[3]。
- 2006年10月25日，进入主体施工[4]。
- 2007年9月7日，主体封顶[5]。
- 2010年9月27日，正式启用[1]。
- 2011年6月10日，B出口开放[6]。

## 趣闻
- 2011年5月8日前，即火车南站老站房封闭改造前，前往南站的乘客需在本站下车[7]，而非火车南站地铁站。
- 2014年8月21日，曾发生“裸奔男”爬过闸机口事件[8]。